# Irmgard Griss
Irmgard Griss (ur. 13 października 1946 w Deutschlandsbergu) – austriacka prawniczka i nauczyciel akademicki, w latach 2007–2011 prezes Sądu Najwyższego, kandydatka w wyborach prezydenckich.

## Życiorys
Absolwentka Bundeshandelsakademie w Grazu (1965). W 1970 ukończyła studia prawnicze na Uniwersytecie w Grazu, po czym do 1975 pracowała jako asystentka w katedrze postępowania cywilnego. W 1975 uzyskała magisterium z zakresu prawa międzynarodowego w Harvard Law School. Pracowała następnie jako prawnik, w 1978 uzyskała uprawnienia adwokackie. Od 1979 orzekała jako sędzia w różnych sądach. W 1993 powołana w skład Sądu Najwyższego, w jego ramach od 2007 do 2011 pełniła funkcję prezesa, przechodząc następnie w stan spoczynku. W międzyczasie w 2008 Rada Federalna powierzyła jej funkcję zastępcy członka Trybunału Konstytucyjnego. Powróciła później również do pracy dydaktycznej na macierzystej uczelni.
W 2016 wystartowała jako kandydatka niezależna w wyborach prezydenckich. W pierwszej turze głosowania z 24 kwietnia 2016 zajęła 3. miejsce wśród 7 kandydatów, otrzymując niespełna 19% głosów.
W wyborach w 2017 z ramienia partii NEOS uzyskała mandat deputowanej do Rady Narodowej XXVI kadencji.